# 塔拉西夫卡 (戈羅多克區)
49°19′12″N 26°18′33″E / 49.32000°N 26.30917°E
塔拉西夫卡（烏克蘭語：Тарасівка）是位於烏克蘭西部的村莊，由赫梅利尼茨基州裡赫梅利尼茨基區的薩塔尼夫市鎮負責管轄。該村始建於1927年，面積0.68平方公里，海拔高度341米，2001年人口191，人口密度每平方公里282.1人。